# Кубок России по современному пятиборью среди женщин 2003
Кубок России по современному пятиборью среди женщин 2003 года проходил в Москве (спортивная база "Северный") с 12 по 15 марта. Медали разыгрывались в личном и командном первенстве. На старт вышли спортсменки, которые представляли регионы и города России. Так же в соревнованиях принимали участие пятиборки из Беларуси.
В результате упорной борьбы обладательницей Кубка России 2003 года стала 16-летняя Александра Садовникова, в прошлом году выигравшая чемпионат Европы среди юниоров и занявшая 3-е место на Международных юношеских играх стран СНГ и Балтии. Примечательно, что современным пятиборьем Садовникова занимается всего два года, а до этого предпочитала плавание на 800-метровой дистанции.

## Кубок России. Женщины.
- Личное первенство.

| Дисциплина        | Золото                                 | Серебро                      | Бронза                           |
| Личное первенство | Александра Садовникова · Москва · 5640 | Мазуркевич · Беларусь · 5592 | Полина Стручкова · Москва · 5516 |

- Итоговая таблица.

| Место | Спортсмен              | Город    | Сумма |
| ----- | ---------------------- | -------- | ----- |
| 1.    | Александра Садовникова | Москва   | 5640  |
| 2.    | Мазуркевич             | Беларусь | 5592  |
| 3.    | Полина Стручкова       | Москва   | 5516  |
| 4.    | Людмила Сироткина      | Москва   | 5472  |
| 5.    | Логинова               | Беларусь | 5428  |
| 6.    | Галина Башлакова       | Беларусь | 5388  |

- Командное первенство.

| Дисциплина           | Золото                                                | Серебро                                              | Бронза                                                         |
| Командное первенство | Беларусь · Мазуркевич · Самосевич · Логинова · 16 352 | Москва · Садовникова · Заборова · Щербакова · 16 080 | Команда Балтийского флота Васильченко Никитина Колесова 15 444 |